# Empresa de Transportes y Iquitos Urbano
| Decauville-Lokomotive mit seitlich offenen Personenwagen Endstation an der Badeanstalt am Lago Moro Cocha |                     |                                       |                                       |
| Streckenverlauf auf einer Karte von 1919 |                     |                                       |                                       |
| Streckenlänge: | 8 km                |                                       |                                       |
| Spurweite: | 600 mm (Schmalspur) |                                       |                                       |
| |                     |                                       |                                       |
| \| \| \| Río Marañón \| \| \| \| \| Pier im Hafen von Iquitos \| \| \| \| 0 \| Zollamt von Iquitos (spanisch Aduana) \| Zollamt von Iquitos (spanisch Aduana) \| \| \| 8 \| Lago Moronacocha \| Lago Moronacocha \| |                     |                                       |                                       |
| |                     | Río Marañón                           |                                       |
| Kopfbahnhof Anfang Hochstrecke (Strecke außer Betrieb) |                     | Pier im Hafen von Iquitos             | Pier im Hafen von Iquitos             |
| Bahnhof (Strecke außer Betrieb) | 0                   | Zollamt von Iquitos (spanisch Aduana) | Zollamt von Iquitos (spanisch Aduana) |
| Kopfbahnhof Streckenende (Strecke außer Betrieb) | 8                   | Lago Moronacocha                      | Lago Moronacocha                      |

Die Empresa de Transportes y Iquitos Urbano betrieb die 8 Kilometer lange Schmalspur-Dampfstraßenbahn Ferrocarril Aduana de Iquitos von Iquitos zum Lago Moronacocha in Peru.

## Streckenverlauf
Die Dampfstraßenbahn mit einer Spurweite von 600 mm führte vom Zollamt (spanisch Aduana) im Hafen von Iquitos durch die Stadt bis zu dem Vorort Moronacocha.
Der Hafen hatte zwei Piers, eine feste am Hochufer und eine schwimmende. Die Fracht wurde von den Schiffen direkt zur schwimmenden Pier umgeschlagen, wo sie auf kleine Eisenbahnwaggons verladen wurde, die dann mit einem Dampfkran auf den oberen, festen Pier gehoben wurden. Die Waggons wurden dann zum Zollamt geschoben oder gezogen.

## Geschichte
Die Bahn wurde um 1904 in Betrieb genommen. Auf ihr fand Personen- und Güterverkehr statt. 1934 oder 1935 wurde der Betrieb eingestellt.

## Lokomotiven
Die Lokomotiven wurden vom peruanischen Generalkonsul M. D. Derteano in Liverpool bestellt und exportiert.
Die Decauville-Lokomotive № 413 ist noch erhalten und in Iquitos auf einem Sockel ausgestellt.
| Nr.              | Baujahr | Bauart | Spurweite | Leer- gewicht | Name            | Empfänger                               | Fotos und Anmerkungen     |
| ---------------- | ------- | ------ | --------- | ------------- | --------------- | --------------------------------------- | ------------------------- |
| Decauville № 413 | 1904    | B n2t  | 600 mm    | 3,25 t        | № 1 Moronacocha | Derteano, Iquitos, Peru                 | Denkmal                   |
| Decauville № 445 | 1906    | B n2t  | 600 mm    | 5 t           | № 2 Arana       | Derteano, F.C. de Aduana, Iquitos, Peru | [ 9 ] [ 10 ] [ 11 ] [ 2 ] |
| O&K              |         | B n2t  | 600 mm    |               | № 3             |                                         | [ 2 ]                     |